# Хендрик Мьобус
Хендрик Мьобус (на немски: Hendrik Möbus) е немски музикант, престъпник и неонацист. Един от основателите на немската NS black metal група Absurd, част на групата е 1992 – 1999 година. Бивш лидер на Немския езически фронт.

## Биография
Хендрик Мьобус е роден на 20 януари 1976 година в град Зондерсхаузен, провинция Тюрингия, ГДР.
През 1992 година заедно със Себастиян Шаузейл основава немската NS black metal група Absurd. През 1993 година е осъден на осем години затвор за участие в убийството на член на групата.
На концерт в град Беринген (Тюрингия) през 1998 година е обвинен в „обществена демонстрация на нацистки символи“ и осъден от правителството на Германия на 5 години затвор. През месец декември 1999 година заминава за САЩ, като кандидат за политическо убежище. На 26 август 2000 година е арестуван и екстрадиран в Германия. През 2001 година списание „Шпигел“ го определя като най-големия неонацист в Германия.

## Дискография

### Absurd
- 1991 – God's Death (Promo)[4]
- 1993 – Death From The Forest (Demo)[4]
- 1993 – God's Death/Sadness (Demo)[4]
- 1994 – Out Of The Dungeon (Rehearsal)[4]
- 1995 – Thuringian Pagan Madness (EP)[4]
- 1996 – Facta Lunquutur[4]
- 1996 – Totenburg/Die Eiche (EP, Split with Heldentum)[4]
- 1999 – Sonnenritter (Promo)[4]
- 1999 – Asgardsrei (EP)[4]
- 2001 – Werwolfthron[4]
- 2002 – Wolfskrieger (Split with Pantheon)[4]